# Kazincbarcika

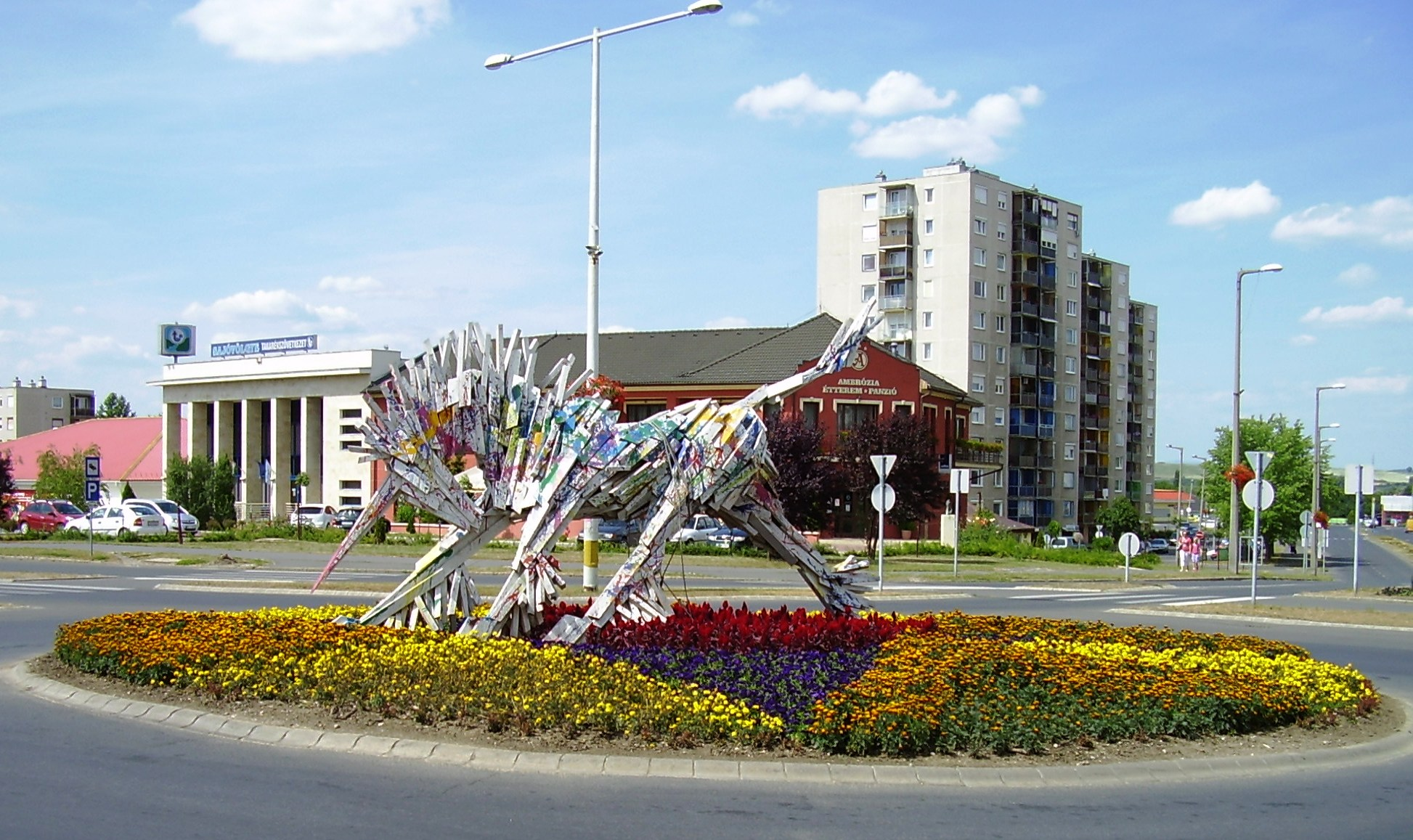
Kazincbarcika – Unikornis

Kazincbarcika [ˈkɒzintsbɒrtsikɒ] ist eine nordungarische Industriestadt im Komitat Borsod-Abaúj-Zemplén im Kreis Kazincbarcika mit etwa 30.000 Einwohnern.

## Geografische Lage
Kazincbarcika liegt am Fuße des Bükk-Gebirges im Sajótal. Die Stadt ging aus den drei Siedlungen Sajókazinc, Barcika und Berente hervor, die teilweise schon im 13. Jahrhundert erwähnt wurden.

## Geschichte
In der zuvor landwirtschaftlich geprägten Gegend führte der Kohleabbau ab der zweiten Hälfte des 19. Jahrhunderts zu einem wirtschaftlichen Aufschwung.
In der Stadt befand sich nach 1945 eines der vier Internierungslager der ÁVH des kommunistischen Regimes in Ungarn.
Der Aufbau der Stadt begann 1951; schon nach zwei Jahren wurden die ersten Wohnungen übergeben. In den 1960er Jahren begann die Stadt schnell zu wachsen. Aus ganz Nordungarn kamen Zuzügler, vor allem Jugendliche. Das Chemiewerk von Borsod, heute BorsodChem wurde im Jahre 1963 gegründet, wodurch in der Stadt viele weitere Arbeitsplätze entstanden. In den 1980er Jahren wurden jedoch viele Bergwerke geschlossen, was zum Verlust zahlreicher Arbeitsplätze führte.

## Einrichtungen
In der Stadt gibt es drei Kindergärten, elf Grundschulen, eine Musikschule, fünf Mittelschulen und ein Gymnasium. Die Mittelschulen besuchen auch Kinder aus der Umgebung der Stadt. Seit 1953 hat Kazincbarcika ein Krankenhaus. Das neue Gebäude wurde 1969 übergeben und 2005 renoviert. Es gibt zudem eine Schwimmhalle, eine Kunsteisbahn und einen Sportplatz.

## Kultur
Zum Kulturleben der Stadt gehören das Béni-Egressy-Kulturhaus und die Bibliothek. In der Stadt gibt es mehr als 40 Statuen, eine reformierte Kirche und die erst kürzlich errichtete griechisch-katholische Kirche; derzeit wird die neue katholische Kirche errichtet. Alljährlich finden verschiedene, teilweise internationale Festivals in Kazincbarcika stadt, so z. B. das internationale Theaterfest, das internationale Blasmusikfestival und der „Kazincbarcikaer Sommer“.
Es gibt sehr viele Möglichkeiten, in der Umgebung Ausflüge zu machen, z. B. zum Bükk-Gebirge oder zur Tropfsteinhöhle von Aggtelek. Der Badetourismus wird ebenfalls entwickelt; am Freibad wurde ein neues Hotel (Hotel Lukács) gebaut.

## Partnerstädte
- Bulgarien: Dimitrowgrad
- Deutschland: Burgkirchen an der Alz
- Polen: Knurów und Świdnica (Schweidnitz)
- Rumänien: Sânnicolau Mare
- Slowakei: Revúca (Großrauschenbach)
- Ukraine: Tjatschiw

Zu weiteren Städten und Gemeinden in Europa bestehen enge Verbindungen, wenn auch nicht in Form einer offiziellen Partnerschaft. Wegen der sowohl breitgefächerten als auch intensiven Beziehungen zu europäischen Städten wurde Kazincbarcika 1999 vom Europäischen Parlament mit dem Europa-Diplom und 2002 mit der Europäischen Ehrenflagge ausgezeichnet.

## Söhne und Töchter der Stadt
- Hajnalka Juhász (* 1980), Rechtsanwältin und Politikerin
- Tamás Decsi (* 1982), Säbelfechter
- László Kleinheisler[2] (* 1994), Fußballspieler
- Zsófi Szemerey (* 1994), Handballspielerin
- Balázs Tóth (* 1997), Fußballtorhüter
- Anna Tóth (* 2003), Hürdenläuferin

## Galerie

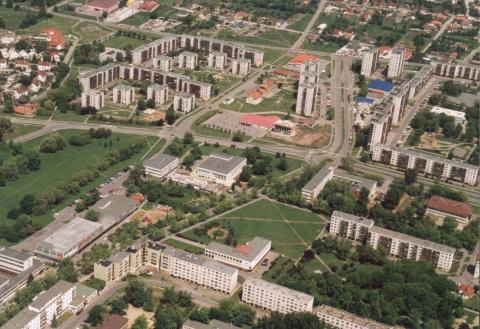
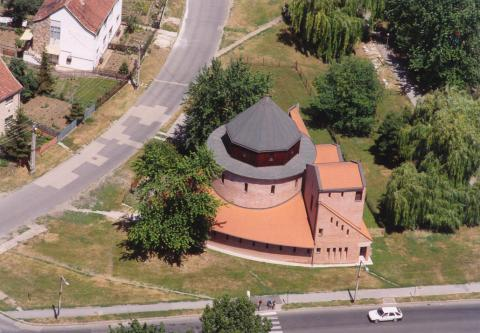
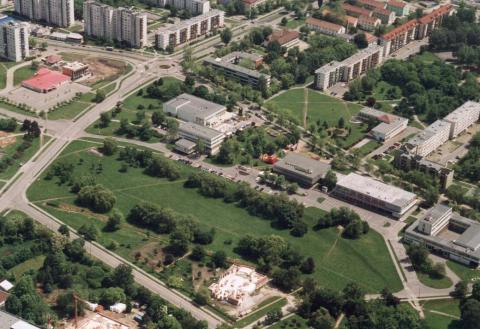
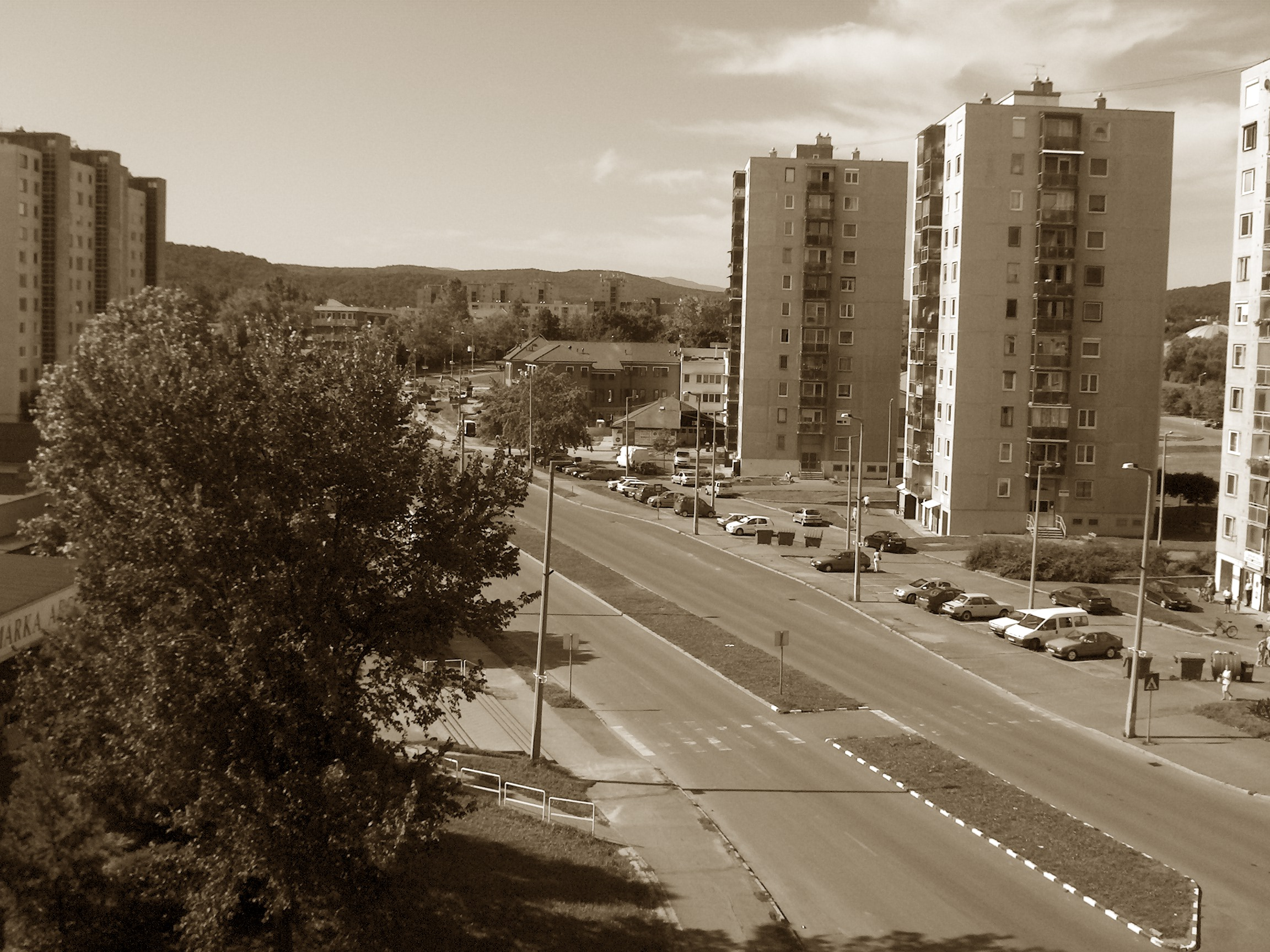
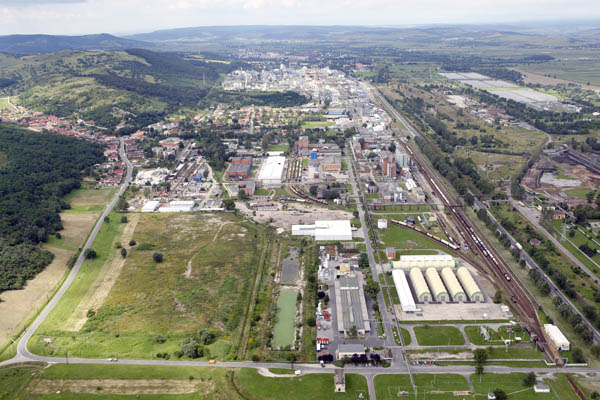
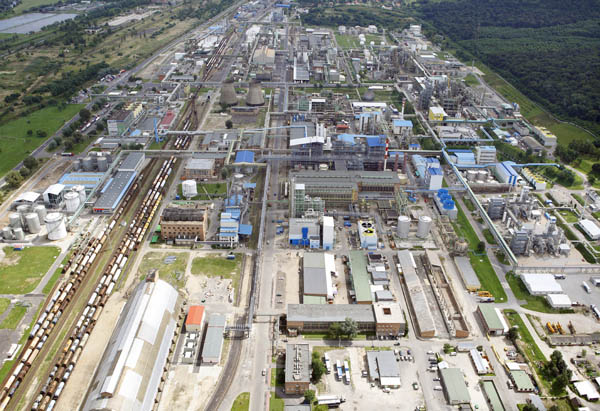